# Trialeurodes diminutis
Trialeurodes diminutis là một loài côn trùng cánh nửa trong họ Aleyrodidae, phân họ Aleyrodinae.
Trialeurodes diminutis được Penny miêu tả khoa học đầu tiên năm 1922.